# (545561) Nesbø
(545561) Nesbø ist ein Asteroid des äußeren Hauptgürtels. Der Himmelskörper wurde am 26. August 2011 von dem slowakischen Astronomen Stefan Kürti und dem ungarischen Amateurastronomen Krisztián Sárneczky am Piszkéstető-Observatorium (IAU-Code 561) im nordungarischen Mátra-Gebirge im Auftrag des Budapester Konkoly-Observatoriums entdeckt.
Der Asteroid wurde am 13. Januar 2025 nach dem norwegischen Schriftsteller und Musiker Jo Nesbø (* 1960) benannt.